# Horná Poruba
Horná Poruba é um município da Eslováquia, situado no distrito de Ilava, na região de Trenčín. Tem 13,69 km² de área e sua população em 2018 foi estimada em 1.071 habitantes.

## Demografia
| Ano:        | 1994 | 2004   | 2014   | 2024   |
| ----------- | ---- | ------ | ------ | ------ |
| Broj ljudi: | 1109 | 1093   | 1073   | 1104   |
| Razlika:    |      | -1,44% | -1,82% | +2,88% |

| Ano:               | 2023 | 2024   |
| ------------------ | ---- | ------ |
| Número de pessoas: | 1110 | 1104   |
| Diferença:         |      | -0,54% |